# Valerio Belli

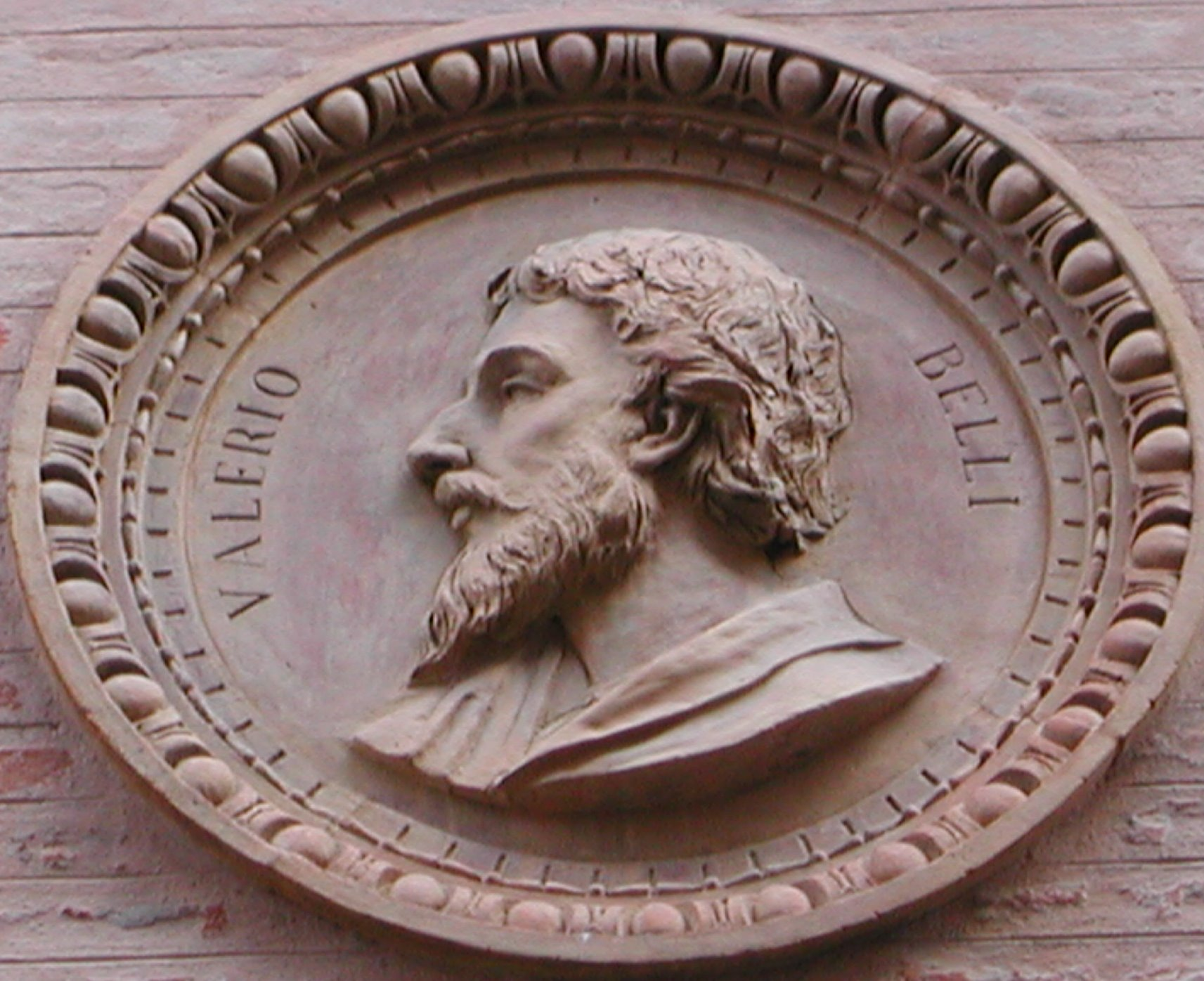
Autoretrat de Valerio Belli al Palazzo Thiene, Vicenza

Valerio Belli, també conegut com a Valerio Vicentino (Vicenza, 1468 — Vicenza, 1546) va ser un orfebre, tallador de gemmes i medallista italià del Renaixement.

## Biografia
Tallador de gemmes, el seu estil pròxim a les maneres del segle XV als seus inicis, va acostarse durant la seua estada romana a l'estil del segle xvi clàssic, en particular per la influència de Miquel Àngel i Perino del Vaga, dels quals va emprar alguns dibuixos per a les seues talles. Va ser considerat l'artista més important de Vicenza abans de l'aparició d'Andrea Palladio, i va ser comparat amb Miquel Àngel i Rafael.

## Obres
- Caixeta amb 25 columnetes tallades en cristall de roca, muntades sobre plata, feta per al papa Climent VII entre 1520 i 1530, actualment al Museo degli argenti, de Florència
- Pitxer de cristall de roca, també per al papa Climent VII, el qual la va regalar a Francesc I de França tot i que avui dia es troba al Museo degli argenti.
- Una creu en cristall de roca, conservada al Victoria and Albert Museum de Londres.
- Camafeus amb escenes de la Gegantomàquia, Viena
- Plaquetes en cristall de roca amb escenes mitològiques i històriques, Museu del Louvre.